# Capital (RTP2)
Capital foi um magazine de Economia e Negócios semanal da RTP2 apresentado por Paulo Ferreira. 
No seu primeiro ano ia para o ar ás quintas-feiras a seguir á primeira edição do Hoje. Com o fim da primeira edição deste, continuou ás quintas-feiras.